# Иныш (приток Свияги)
Иныш — река в России, протекающая по территории Буинского района Республики Татарстан. Правый приток реки Свияга.
Начинается в лесном массиве приблизительно в 5 км к востоку от села Черки-Дюртиле, расположенного на левом берегу реки. Впадает в Свиягу приблизительно в 1,5 км к юго-востоку от села Черки-Кильдуразы. Устье реки находится в 100,8 км по правому берегу реки Свияга.
Длина реки составляет 13 км, площадь водосбора — 31,5 км².

## Данные водного реестра
По данным государственного водного реестра России относится к Верхневолжскому бассейновому округу, водохозяйственный участок реки — Свияга от села Альшеево и до устья, речной подбассейн реки — Волга от впадения Оки до Куйбышевского водохранилища (без бассейна Суры). Речной бассейн реки — (Верхняя) Волга до Куйбышевского водохранилища (без бассейна Оки).
Код объекта в государственном водном реестре — 08010400612112100002607.